# Musée du Barreau de Paris
Le musée du Barreau de Paris est un musée appartenant à l'ordre des avocats de Paris. Il retrace l'histoire des avocats du Barreau de Paris en France depuis le XVIIe siècle jusqu'aux années 1960.
Le musée est inauguré en 1983.
Ses collections concernent l'histoire des avocats et des grands procès qui ont marqué l'histoire judiciaire française. Il est situé au 25 rue du Jour, dans le 1er arrondissement de Paris, dans l'ancien hôtel de la Porte, inscrit au titre des monuments historiques. Ses collections sont constituées principalement par des dons et legs.
Il ferme en 2020.